# エルネスト・フォン・ケルバー

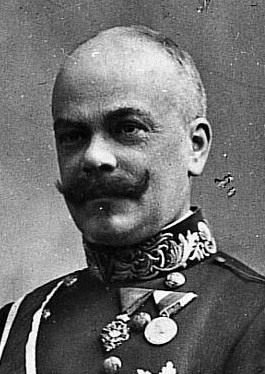
エルネスト・ケルバー

エルネスト・カール・フランツ・ヨーゼフ・トマス・フリードリヒ・フォン・ケルバー（ドイツ語: Ernest Karl Franz Joseph Thomas Friedrich von Koerber、1850年11月6日 – 1919年3月5日）は、オーストリア（オーストリア＝ハンガリー帝国）の官僚・政治家。2度にわたり首相を務め、特に最初の在任期にはオーストリア＝ハンガリー最後の政治的安定期を実現した。

## 経歴
1850年、当時はオーストリア帝国領であったトレント（現イタリア）に生まれる。ウィーン大学で国家学を学び、1874年に商務省に入省。1897年に商務相、1899年に内相を歴任したのち、1900年1月19日に首相（オーストリア＝ハンガリーのオーストリア側の首相）に任命された。当時のオーストリア政治はバデーニ言語令（1897年）に端を発する議会政治の混乱から回復しておらず、ドイツ系とチェコ系の対立をおさめ機能停止に陥った帝国議会を正常化することが求められていた。
ケルバーは首相としてドイツ系議員とチェコ系議員の協議を仲介し、双方が納得できるベーメンの言語案をまとめようとした。それと同時に、普通選挙制導入による議会政治の大衆化という状況を踏まえ、公共事業を積極的に推進し経済を発展させ大衆の生活を安定させることで民族間の抗争を緩和することをめざした。そして彼の在任中に運河網やボヘミア＝トリエステ鉄道、ルヴフ＝ハンガリー鉄道の建設が始まり、さらに同時期の金融資本の形成もあって帝国域内では地域ごとの格差が解消に向かい経済的平準化の傾向が進んだ。また彼の任期中にはアゲノル・ゴウホフスキ外相によってロシア帝国との協調関係が維持されたため、対外関係についてももおおむね安定しており、そのため彼の任期を中心とするオーストリア政治の相対的安定期は「ケルバーの平和」（Pax Koeberiana）と称されている。そして彼は1904年12月31日に首相を辞任した。
第一次世界大戦中の1916年10月16日、カール・フォン・シュテュルク首相が反戦派のフリードリヒ・アドラー（社会民主党）によって射殺される事件が起こると、ケルバーは同年10月29日から12月20日までのごく短期間、首相を務めた。そして敗戦により二重帝国が解体しオーストリア共和国が成立したのち、ケルバーは1919年3月ウィーン近郊のバーデンで死去した。